# Сетинка (Брянская область)
Сетинка — деревня в Дубровском районе Брянской области, в составе Рябчинского сельского поселения. Расположена в 4 км к югу от села Рябчи. Население — 35 человек (2010).

## История
Возникла в первой половине XIX века; бывшее владение Константиновых, Астраковых. Входила в приход села Рябчичи.
С 1861 по 1924 — в составе Салынской волости Брянского (с 1921 — Бежицкого) уезда; позднее в Дубровской волости, Дубровском районе (с 1929). В XX веке входила в Рябчинский, Мареевский сельсовет.